# Асистел Воллей (Новара)
«Асистел Воллей» («Asystel Volley») — італійський професійний жіночий волейбольний клуб із Новари. Перемоможець Кубка топ-команд і Кубка Європейської конфедерації волейболу.

## Назви
- «Asystel Novara» (2003—2004)
- «Sant'Orsola Asystel Novara» (2004—2007)
- «Asystel Volley Novara» (2007—2012)

## Історія
Компанія Asystel була спорсором жіночої команди АГІЛ (Новара) з 2001 року. За ініціативи президента компанії Антоніо Казерти в 2003 році була створена власна команда Асистел Воллей, яка отримала місце в Серії А1 замість АГІЛа (віцечемпіона Італії двох останніх сезонів). Останній переїхав до Трекарте і подав заявку на участь у турнірі Серії С.
Перший сезон розпочався з перемоги в Суперкубку на «Сіріо» з Перуджі. Також клуб грав у фіналі чемпіонату і став переможцем національного кубка. В обох турнірах головним суперником був «Фоппапедретті» (Бергамо). Очолювала колектив китаянка Лан Пін (олімпійська чемпіонка 1984 року).

## Досягнення
Кубок топ-команд
- Перше місце (1): 2006

Кубок ЄКВ
- Перше місце (1): 2009

Кубок Італії
- Перше місце (1): 2004

Суперкубок Італії
- Перше місце (2): 2003, 2005[it]

## Головні тренери
| Роки      | Головні тренери     |
| --------- | ------------------- |
| 2003–2004 | Лан Пін             |
| 2004–2005 | Анжело Фрігоні      |
| 2005–2007 | Алессандро К'яппіні |
| 2007–2008 | Деян Брджович       |
| 2008–2010 | Лучіано Педулла     |
| 2010–2008 | Марко Пальїлунга    |
| 2010–2012 | Джованні Капрара    |

## Капітани
| Роки      | Капітани            |
| --------- | ------------------- |
| 2003–2005 | Віржинія Де Карне   |
| 2005–2006 | Хе Ці               |
| 2006–2009 | Наташа Осмокрович   |
| 2009–2010 | Паола Паджі         |
| 2010–2012 | Крістіна Барчелліні |

## Статистика
Найкращі волейболістки клубу за кількістю проведених матчів і набраних очок в чемпіонатах Італії:
| Сезон   | Місце      | Найбільше матчів                                              | Матчі | Найрезультативніша волейболістка | Очки |
| ------- | ---------- | ------------------------------------------------------------- | ----- | -------------------------------- | ---- |
| 2003/04 | 2          | Сара Андзанелло Віржинія Де Карне                             | 32    | Малгожата Глінка                 | 490  |
| 2004/05 | 1/4 фіналу | Паола Кардулло Віржинія Де Карне Манон Флір Малгожата Глінка  | 27    | Малгожата Глінка                 | 435  |
| 2005/06 | півфінал   | Сара Андзанелло                                               | 28    | Таїсмарі Агуеро                  | 477  |
| 2006/07 | півфінал   | Сара Андзанелло Наташа Осмокрович                             | 28    | Таїсмарі Агуеро                  | 384  |
| 2007/08 | півфінал   | Катажина Сковроньська                                         | 27    | Катажина Сковроньська            | 504  |
| 2008/09 | 2          | Сара Андзанелло Маргарета Козух Наташа Осмокрович Паола Паджі | 36    | Наташа Осмокрович                | 654  |
| 2009/10 | 1/4 фіналу | Крістіна Барчелліні Паола Паджі Валерія Россо Логан Том       | 27    | Логан Том                        | 452  |
| 2010/11 | півфінал   | Крістіна Барчелліні Марта Бекіс                               | 29    | Катарина Барун                   | 436  |
| 2011/12 | 1/4 фіналу | Лаура Фріго Дора Хорват Стефанія Сансонна                     | 21    | Дора Хорват                      | 329  |

## Єврокубки
Склади у тих сезонах, коли команда здобувала перемоги в єврокубках:
|    | Сезон 2005/2006    |                               |
| -- | ------------------ | ----------------------------- |
| 1  | Сара Андзанелло    | блокувальник                  |
| 2  | Юліана Нуку        | блокувальник                  |
| 7  | Хе Ці ()           | пасуючий                      |
| 8  | Вероніка Анджелоні | догравальник                  |
| 10 | Паола Кардулло     | ліберо                        |
| 11 | Крістіна Пірв      | догравальник                  |
| 12 | Таїсмарі Агуеро    | діагональний або догравальник |
| 13 | Наташа Осмокрович  | догравальник                  |
| 15 | Аня Спасоєвич      | діагональний або догравальник |
| 16 | Раффаелла Каллоні  | блокувальник                  |

|    | Сезон 2008/2009      |                               |
| -- | -------------------- | ----------------------------- |
| 1  | Сара Андзанелло      | блокувальник                  |
| 2  | Фен Кунь             | пасуючий                      |
| 3  | Валерія Россо        | блокувальник                  |
| 5  | Паола Паджі          | блокувальник                  |
| 7  | Крістіна Барчелліні  | догравальник                  |
| 8  | Марта Бекіс          | пасуючий                      |
| 10 | Паола Кардулло       | ліберо                        |
| 11 | Джільда Ломбардо     | догравальник                  |
| 12 | К'яра Скарабаллі     | ліберо                        |
| 13 | Наташа Осмокрович () | догравальник                  |
| 14 | Маргарета Козух      | діагональний або догравальник |